# ليزا شتال
ليزا شتال (بالإنجليزية: Lisa Stahl)‏ هي ممثلة أمريكية، ولدت في 19 مارس 1965 في ميامي في الولايات المتحدة.

## وصلات خارجية
- ليزا شتال على موقع IMDb (الإنجليزية)
- ليزا شتال على موقع أول موفي (الإنجليزية)
- ليزا شتال على موقع قاعدة بيانات الفيلم (الإنجليزية)
- ليزا شتال على موقع كينوبويسك (الروسية)